# Landskamp
En landskamp er en idrætskonkurrence mellem hold repræsenterende to forskellige lande. De to landshold må kun bestå af spillere med de pågældende landes statsborgerskab.
Der er både landskampe som er led i organiserede konkurrencer, samt såkaldte venskabskampe der fungerer som træningskampe for de involverede landshold.